# Лисичинська сільська рада
Лиси́чинська сільська́ ра́да — адміністративно-територіальна одиниця та орган місцевого самоврядування в Підволочиському районі Тернопільської області. Адміністративний центр — село Лисичинці.

## Загальні відомості
- Територія ради: 4,147 км²
- Населення ради: 949 осіб (станом на 2001 рік)

## Населені пункти
Сільській раді підпорядковані населені пункти:
- с. Лисичинці
- с. Шельпаки

## Склад ради
Рада складалася з 12 депутатів та голови.
- Голова ради: Мороз Олександра Павлівна
- Секретар ради: Спас Ольга Орестівна

### Керівний склад попередніх скликань
| Прізвище, ім'я, по батькові | Основні відомості                                                 | Дата обрання | Дата звільнення |
| --------------------------- | ----------------------------------------------------------------- | ------------ | --------------- |
| Мороз Олександра Павлівна   | Сільський голова, 1966 року народження, позапартійна              | 26.03.2006   | 31.10.2010      |
| Мороз Олександра Павлівна   | Сільський голова, 1968 року народження, освіта вища, позапартійна | 31.10.2010   |                 |

Примітка: таблиця складена за даними сайту Верховної Ради України

### Депутати
За результатами місцевих виборів 2010 року депутатами ради стали:

#### За суб'єктами висування
| Суб'єкт висування | Кількість обраних депутатів | %   |
| ----------------- | --------------------------- | --- |
| Самовисування     | 12                          | 100 |

#### За округами
| № округу | Прізвище, ім'я, по батькові         | Дата визнання обраним | Освіта             | Партійна приналежність | Відомості про обраного депутата                                      |
| -------- | ----------------------------------- | --------------------- | ------------------ | ---------------------- | -------------------------------------------------------------------- |
| 1        | Вегера Ольга Олегівна               | 04.11.2010            | вища               | позапартійна           | Лисичинська сільська рада, бухгалтер                                 |
| 2        | Свистун Степан Борисович            | 04.11.2010            | середня спеціальна | позапартійний          | тимчасово не працює                                                  |
| 3        | Корчовський Володимир Ярославович   | 04.11.2010            | середня спеціальна | позапартійний          | тимчасово не працює                                                  |
| 4        | Чечота Мар'ян Мирославович          | 04.11.2010            | вища               | позапартійний          | тимчасово не працює                                                  |
| 5        | Спас Роман Степанович               | 04.11.2010            | незакінчена вища   | позапартійний          | Тернопільська дистанція сигналізації і зв'язку, електромеханік       |
| 6        | Спас Ольга Орестівна                | 04.11.2010            | середня спеціальна | позапартійна           | Лисичинська сільська рада, секретар                                  |
| 7        | Вербовий Сергій Олегович            | 31.03.2013            | вища               | позапартійний          | Тернопільський національний економічний університет, викладач-стажер |
| 8        | Бродецький Василь Ярославович       | 04.11.2010            | середня спеціальна | позапартійний          | тимчасово не працює                                                  |
| 9        | Галічевська Олександра Мирославівна | 04.11.2010            | середня спеціальна | позапартійна           | приватний підприємець                                                |
| 10       | Галічевський Андрій Теодорович      | 04.11.2010            | середня спеціальна | позапартійний          | тимчасово не працює                                                  |
| 11       | Спас Людмила Вікторівна             | 04.11.2010            | середня спеціальна | позапартійна           | тимчасово не працює                                                  |
| 12       | Кухарук Руслан Ігорович             | 18.09.2011            | середня спеціальна | позапартійний          | тимчасово не працює                                                  |